# Іштван Хунор Мате
Іштван Хунор Мате (нім. Hunor Mate; нар. 13 березня 1983) — австрійський плавець.
Учасник Олімпійських Ігор 2008, 2012 років.